# Белые британцы
Бе́лые брита́нцы (англ. White British) — этническая группа, используемая в переписи населения Великобритании 2011 года для обозначения коренных белых британцев (англичан, шотландцев и валлийцев), а также некоторых обладающих чувством национального единства с ними ирландцев / северо-ирландцев, цыган / ирландских цыган и «прочих» белых иммигрантских групп. По переписи 2011 г. белое британское население насчитывало 51 736 290 человек, или 81,88 % совокупного населения Великобритании. Данный показатель включает в себя 40% белого населения для Северной Ирландии, где этническая классификация не проводилась, а имеются лишь данные о численности расовой группы «Белые». Национальная идентичность исследовалась в Северной Ирландии отдельно: лишь 40 % её жителей назвали себя британцами, составив менее половины населения, тогда как некоторые назвали себя ирландцами по национальному самосознанию.